# Kikuzo Kisaka
Kikuzo Kisaka (japonsko 木坂 規矩三), japonski nogometaš.
Za japonsko reprezentanco je odigral dve uradni tekmi.